# Chapelle Saint-Maur (Liège)
Ne doit pas être confondu avec Chapelle Saint-Maur de Saint-Étienne-de-Tinée.
La chapelle Saint-Maur est un édifice religieux catholique construit en 1673 et situé sur la colline de Cointe à Liège. 

## Chronologie
Un premier oratoire a été érigé en 1402. L'édifice actuel a remplacé cet oratoire en 1673 grâce aux dons de Pierre de Rosen, prévôt de Saint-Jean l'Évangéliste et de Guillaume Natalis, abbé de Saint-Laurent. La chapelle a été désacralisée en 1969 et restaurée en 1996 et 1997. L'édifice est repris sur la liste du patrimoine immobilier classé de Liège depuis 1989.

## Situation
La chapelle se situe au no 64 de la rue Saint-Maur, une rue en pente qui gravit la colline de Cointe. Cette chapelle a la particularité d'être encastrée entre deux maisons voisines.

## Description
Bâtie principalement en brique, la chapelle de dimension modeste (environ 11 m sur 5 m) compte une seule nef, un chevet à pans coupés et un clocheton carré. Trois petites dalles encastrées dans le mur à droite de la porte d'entrée portent les inscriptions : " ST MAVRE ORA PN 66, SINE DEO NIHIL 1673 et SOLI DEO HONOR ET GLORIA".

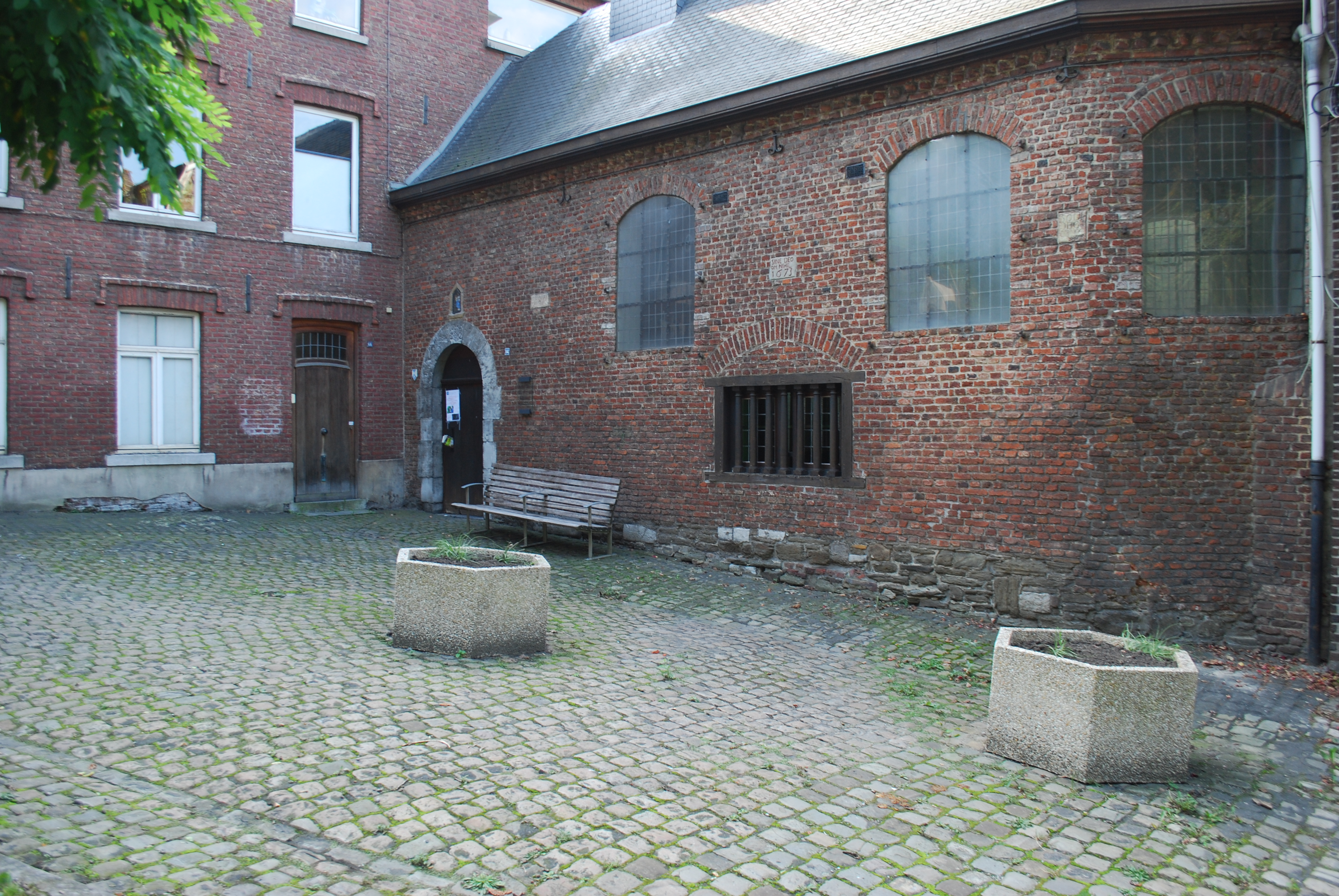
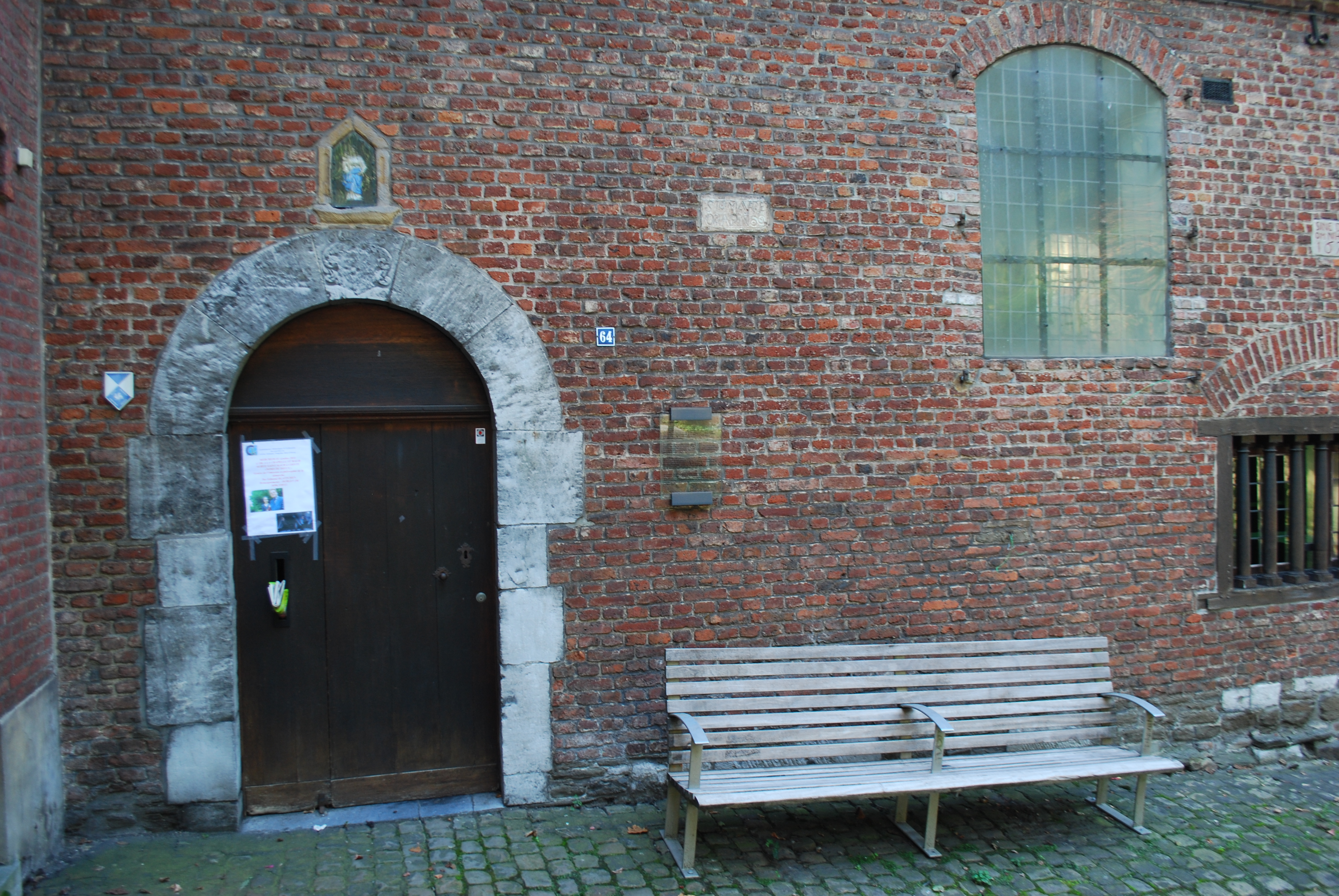